# Bỉnh Thiến
Bỉnh Thiến (tiếng Trung: 丙倩; ? – 195 TCN) là tướng lĩnh, khai quốc công thần nhà Tây Hán trong lịch sử Trung Quốc.

## Cuộc đời
Bỉnh Thiến vốn là hậu duệ công tộc nước Tề, theo nhà họ Lã đi vào huyện Bái, kết giao Lưu Bang.
Năm 209 TCN, Lưu Bang khởi binh chống Tần. Bỉnh Thiến theo anh em Lã Trạch, Lã Thích Chi hưởng ứng Lưu Bang, được Lưu Bang phong chức xá nhân.
Năm 206 TCN, Lưu Bang được phong làm Hán vương, đóng đô Hán Trung, Bỉnh Thiến theo Lưu Bang vào đất Thục, đảm nhiệm chức khách, phụ thuộc Lã Trạch.
Năm 205 TCN, Bỉnh Thiến tham gia bình định Tam Tần, lập công. Cùng năm, Lưu Bang đại bại ở Bành Thành, phải đến nhờ cậy quân đội Lã Trạch, buộc phải lấy Bỉnh Thiến giữ chức trung úy, quản lý thân binh.
Năm 204 TCN, nhân trung ngự sử đại phu Chu Hà tử trận, Lưu Bang phong trung úy Chu Xương làm ngự sử đại phu thay anh, mới lấy Thiến làm trung úy.
Bỉnh Thiến ở trong chiến đấu hộ vệ Lưu Bang an toàn, không chịu đến sự uy hiếp của Hạng Vũ, công lao ngang với Xích Khâu hầu Đường Lệ. Năm 201 TCN, Bỉnh Thiến thụ phong tước Cao Uyển hầu, thực ấp 1.600 hộ. Đất phong thuộc huyện Cao Uyển, sau là huyện Uyển thuộc quận Thiên Thặng, Thanh Châu. Chức vụ trung úy giao cho Đường Lệ.
Năm 195, Bỉnh Thiến chết, thụy Chế hầu, có ẩn ý nhạo báng nhà họ Lã. Con trai Bỉnh Đắc (丙得) tập tước. Đại thần Bỉnh Nguyên thời Hán Hiến Đế là hậu duệ của Bỉnh Thiến.